# Železniška postaja Sežana
Železniška postaja Sežana je ena večjih železniških postaj v Sloveniji, ki oskrbuje bližnje mesto Sežana. Nahaja se na Kolodvorski ulici. Ko je bil z voznim redom decembra 2011 ukinjen še zadnji potniški vlak med Italijo in Slovenijo, je postala železniška postaja Sežana začetna oz. končna postaja za vse potniške vlake, ki odpeljejo iz Sežane ali pripeljejo v Sežano. 
Leta 2015 je bil uveden vlak do Opčin, leta 2018 pa še do Trsta oz. do Vidma, tako da je sedaj Slovenija ponovno povezana z Italijo in s celotnim zahodnim delom Evrope, kot je bilo vedno v zgodovini.

## Storitve
- Prodaja vozovnic
- Prodaja mednarodnih vozovnic
- Čakalnica
- Shranjevanje prtljage
- WC sanitarije
- Avtomati za napitke in prigrizke
- Bar
- Telefon
- Parkirišče

## Prometne povezave
- Avtobusna postaja
- Taksi

## Zgodovina
Postaja je pričela z delovanjem 19. julija 1857. Takrat se je imenovala »Bahnhof Sežana« (nemško). V Obdobju Avstrijskega cesarstva in Avstro-Ogrske je s t.i. Južno železnico upravljala avstrijska zasebna družba.
Po prvi svetovni vojni in priključitvi Sežane Kraljevini Italiji je bila postaja preimenovana v »Stazione di Sesana« (italijansko). Upravljanje postaje je bila preneseno na Ferrovie dello Stato (Italijanske državne železnice).
Leta 1947, po koncu druge svetovne vojne, je Jugoslavija prevzela nadzor nad Sežano, postaja se je preimenovala v Železniško postajo Sežana in so jo upravljale Jugoslovanske železnice. Tu je bil železniški mejni prehod med Italijo in Jugoslavijo.
Ob osamosvojitvi Slovenije leta 1991 so postajo prevzele Slovenske železnice. Po vstopu Slovenije v schengensko območje se je na postaji prenehal izvajati mejni nadzor mednarodnih vlakov.
| Predhodna postaja/postajališče | Slovenske železnice | Slovenske železnice                        | Slovenske železnice | Naslednja postaja/postajališče |
| ------------------------------ | ------------------- | ------------------------------------------ | ------------------- | ------------------------------ |
| Povir                          |                     | Slovenske železnice Ljubljana–Sežana–d. m. |                     | Opčine (prestop)               |
| Kreplje                        |                     | Slovenske železnice Jesenice–Sežana        |                     | končna postaja                 |